# Думиничі (присілок, Калузька область)
Думиничі (рос. Думиничи) — робітниче селище в Думіницькому районі Калузької області Російської Федерації.
Населення становить 5474 особи. Входить до складу муніципального утворення Селище Думиничі.

## Історія
Від 2004 року входить до складу муніципального утворення Селище Думиничі.

## Населення
| 2002 | 2010 |
| ---- | ---- |
| 531  | ↘485 |